# José Juan Vázquez
Pour les articles homonymes, voir Vasquez.
José Juan Vázquez, né le 14 mars 1988 à Celaya, est un footballeur mexicain qui évolue au poste de milieu de terrain au Chivas de Guadalajara.